# Nuoto ai XVIII Giochi del Mediterraneo - 1500 metri stile libero maschili
La gara dei 1 500 metri stile libero maschili dei XVIII Giochi del Mediterraneo si è svolta il 24 giugno 2018.

## Podio
| Pos. | Atleta               | Nazione |
| ---- | -------------------- | ------- |
|      | Gregorio Paltrinieri | Italia  |
|      | Domenico Acerenza    | Italia  |
|      | Joris Bouchaut       | Francia |

## Record
Prima della manifestazione il record del mondo (RM) e il record dei Giochi del Mediterraneo (RG) erano i seguenti.
|  | 14'31"02 | Sun Yang         | 4 agosto 2012 Londra   |
|  | 14'38"01 | Oussama Mellouli | 1º luglio 2009 Pescara |

Durante la competizione non sono stati migliorati record.

## Risultati
| Pos. | Batteria | Corsia | Atleta               | Nazionalità | Tempo    | Note |
| ---- | -------- | ------ | -------------------- | ----------- | -------- | ---- |
|      | 2        | 4      | Gregorio Paltrinieri | Italia      | 14'46"25 |      |
|      | 2        | 5      | Domenico Acerenza    | Italia      | 14'55"44 |      |
|      | 2        | 3      | Joris Bouchaut       | Francia     | 15'08"70 |      |
| 4    | 2        | 1      | Dimitrios Negris     | Grecia      | 15'13"14 |      |
| 5    | 2        | 6      | Miguel Durán         | Spagna      | 15'25"75 |      |
| 6    | 2        | 2      | Guilherme Pina       | Portogallo  | 15'29"37 |      |
| 7    | 2        | 7      | Antonio Arroyo       | Spagna      | 15'32"11 |      |
| 8    | 1        | 4      | Nezir Karap          | Turchia     | 15'56"04 |      |
| 9    | 1        | 5      | Mohamed Djaballah    | Algeria     | 16'05"76 |      |